# Endless Rain
„ENDLESS RAIN” – czwarty singel zespołu X JAPAN (wówczas o nazwie X). Wydany 1 grudnia 1989 roku. Tytułowy utwór pochodzi z albumu BLUE BLOOD i jest ich pierwszą balladą wydaną jako singel. Utwór zadebiutował na #3 pozycji rankingu Oricon. Singel zdobył status złotej płyty w Japonii. Utworem b-side jest koncertowa wersja utworu "X", nagrana 10 czerwca 1989 roku w Hibiya Yagai Ongaku.
Został też wykonany cover do utworu tytułowego przez piosenkarkę Angelę Aki na jednym z jej koncertów, a także przez Ayumi Nakamurę, która zamieściła go na swoim albumie VOICE w 2008 roku.

## Lista utworów
| Nr | Tytuł              | Słowa   | Muzyka  | Czas |
| -- | ------------------ | ------- | ------- | ---- |
| 1. | "ENDLESS RAIN"     | Yoshiki | Yoshiki | 6:35 |
| 2. | "X" (Live Version) | Yoshiki | Yoshiki | 9:40 |

## Muzycy
- Toshi: wokal
- Yoshiki: perkusja, klawisze
- hide: gitara
- Pata: gitara
- Taiji: gitara basowa